# Кузьмин, Олег Петрович
Оле́г Петро́вич Кузьми́н (10 ноября 1944, пос. Шахты (ныне Гусиноозёрск), Бурят-Монгольская АССР — 15 сентября 2024, Санкт-Петербург) — советский и российский тренер по боксу. Работал тренером с 1967 года, тренер спортивного общества «Трудовые резервы», главный тренер сборных команд Санкт-Петербурга и Сейшельских Островов, преподаватель НГУ им. П. Ф. Лесгафта. Личный тренер таких боксёров, как Гамзат Ханбатыров, Геннадий Машьянов и др. Заслуженный тренер РСФСР (1992). Судья международной категории АИБА (2014).

## Биография
Родился 10 ноября 1944 года в рабочем посёлке Шахты (ныне город Гусиноозёрск) Селенгинского района Бурят-Монгольской АССР. Ещё ребёнком переехал на постоянное жительство в Улан-Удэ. Активно заниматься боксом начал в школьные годы под впечатлением от выступлений местного боксёра Владимира Сафронова, победителя летних Олимпийских игр 1956 года в Мельбурне.
Впоследствии проживал в Ленинграде, проходил подготовку в добровольном спортивном обществе «Трудовые резервы» под руководством заслуженных тренеров РСФСР Ю. В. Баканова и В. М. Скотникова.
Как спортсмен выступал в лёгкой весовой категории (до 60 кг). Неоднократно выигрывал юношеские первенства Бурятии, Сибири и Дальнего Востока. В 1966 году одержал победу на командном Кубке Ленинграда и на первенстве Ленинградского военного округа, выполнил норматив кандидата в мастера спорта.
Окончил Ленинградский техникум физической культуры и спорта, Ленинградский государственный педагогический институт имени А. И. Герцена.
Начиная с 1967 года в течение многих лет осуществлял тренерскую деятельность в боксёрской секции ленинградского городского совета «Трудовых резервов». После распада Советского Союза в 1992 году занял должность главного тренера сборной команды Санкт-Петербурга. В период 1995—1999 годов возглавлял национальную сборную Сейшельских Островов, в частности руководил сейшельской командой на Олимпийских играх 1996 года в Атланте и на чемпионате мира 1997 года в Будапеште, трое его подопечных стали чемпионами Африки. Затем вернулся в Санкт-Петербург и вплоть до 2008 года оставался главным тренером сборной города. Также с 1999 года — преподаватель на кафедре теории и методики бокса Национального государственного университета физической культуры, спорта и здоровья имени П. Ф. Лесгафта, профессор, доцент. Один из организаторов и тренер спортивного клуба «Афганвет».
За долгие годы тренерской работы подготовил ряд титулованных боксёров, добившихся успеха на всесоюзном и всероссийском уровнях, в частности более сорока его воспитанников получили звание мастера спорта. В их числе обладатель Кубка СССР, призёр советского национального первенства, мастер спорта международного класса Гамзат Ханбатыров, победитель молодёжного первенства Европы Олег Сергеев, победитель чемпионата мира среди студентов Ильес Каюмов, чемпионы всесоюзных турниров Валерий Хурнов и Евгений Завьялов. Под его руководством тренировался Геннадий Машьянов, в будущем также ставший известным тренером по боксу.
За выдающиеся достижения на тренерском поприще в 1992 году Олег Кузьмин был удостоен почётного звания «Заслуженный тренер РСФСР». Награждён медалями «Ветеран труда», «Почётный лестгафтовец», знаками «За заслуги в развитии олимпийского движения в России», «Отличник физической культуры и спорта», «Отличник профтехобразования РСФСР».
В период 2003—2012 годов занимал должность руководителя Бюро Северо-Западного федерального округа Федерации бокса России.
Неоднократно принимал участие в соревнованиях по боксу в качестве судьи. С 2011 года — судья международной категории ЕАБА. С 2014 года — судья международной категории АИБА.
Занимался боксёрской подготовкой актёра Данилы Козловского во время съёмок фильма «Шпион».
Умер 15 сентября 2024 года в Санкт-Петербурге в возрасте 79 лет.
Автор автобиографической книги воспоминаний «С боксом по жизни» (2016).